# 移動平均モデル
時系列分析における移動平均モデル（英: moving average model、MAモデル）は現在・過去のホワイトノイズ線形和に定数を加えて単変量の現在値を表現するモデルである。移動平均過程（英: moving average process）とも呼ばれる。
移動平均モデルは自己回帰移動平均モデル (ARMA) および自己回帰和分移動平均モデル (ARIMA) の特別なケースにあたる。また移動平均の一般化にあたる。

## 定義
{\displaystyle q} 次の移動平均モデル {\displaystyle {\text{MA(q)}}} は以下のように定義される。
{\displaystyle y_{t}=\mu +\sum _{k=0}^{q}\theta _{k}\varepsilon _{t-k}=\mu +\varepsilon _{t}+\theta _{1}\varepsilon _{t-1}+\cdots +\theta _{q}\varepsilon _{t-q}\,}
ここで {\displaystyle \mu } は定数、{\displaystyle \theta _{k}} はパラメータ ({\displaystyle \theta _{0}=1})、{\displaystyle \varepsilon _{t}} は時刻 {\displaystyle t} におけるホワイトノイズである。すなわち各時刻でホワイトノイズがサンプリングされ、時刻 {\displaystyle t} における出力は {\displaystyle t} から {\displaystyle t-q} までのホワイトノイズ重み付き和に定数を足しこんでモデル化される。
この式は後退オペレーター（英語版） B を用いることで以下のような同値である表現で書き表すことが出来る。
{\displaystyle X_{t}=\mu +(1+\theta _{1}B+\cdots +\theta _{q}B^{q})\varepsilon _{t}.}
したがって、移動平均モデルは、現在および過去の（観測された）ホワイトノイズの誤差項またはランダムなショックに対して、現在の値を線形回帰するものである。各ポイントでのランダムショックは相互に独立しており、同じ分布（通常は、平均を0とし一定のスケールを持つ正規分布）から来ていると仮定する。

## 解釈

### FIRフィルタ
出力 {\displaystyle y_{t}} から定数 {\displaystyle \mu } を引いた値を {\displaystyle y'_{t}} とし、ホワイトノイズ列を入力系列 {\displaystyle x_{t}}、係数を {\displaystyle b_{k}} にリネームすると次の式になる。
{\displaystyle y'_{t}=\sum _{k=0}^{q}b_{k}x_{t-k}}
これはFIRフィルタである。すなわち {\displaystyle {\text{MA(q)}}} は「ホワイトノイズ列を入力として {\displaystyle q} 次のフィードフォワードからなる線形システム」と解釈される。

### 一般化移動平均
係数 {\displaystyle \theta _{k}} の和が1であれば {\displaystyle {\text{MA(q)}}} はホワイトノイズの加重移動平均に定数項を足したものとみなせる。これが「移動平均」モデルという名称の由来である。ただし移動平均モデルには係数に制約がないため移動平均でなく、むしろ移動平均の一般化といえる。

## 性質

### 影響範囲
移動平均モデルはFIRであるため、時刻 {\displaystyle t} のホワイトノイズは有限の期間のみ ({\displaystyle t} ~ {\displaystyle t+q}) に影響を与える。これはIIRである自己回帰モデルと対照的である。

### 入出力関係
ランダムショックの役割はMAモデルとARモデルで異なる。
MAモデルではランダムショックは時系列の将来の値に直接伝播される。たとえば、 {\displaystyle \varepsilon _{t-1}}は{\displaystyle X_{t}}の方程式の右辺に直接現れる。
ARモデルでは{\displaystyle \varepsilon _{t-1}}は{\displaystyle X_{t}}の方程式の右辺には現れないが{\displaystyle X_{t-1}}の方程式の右辺に現れ、{\displaystyle X_{t-1}}は{\displaystyle X_{t}}の方程式の右辺に現れるため、{\displaystyle \varepsilon _{t-1}}は{\displaystyle X_{t}}に間接的な効果のみを与える 。

## パラメーターの計算
MAモデルの係数の推定は、ラグ付きの誤差項が観測できないためARモデルの場合よりも複雑である。そのため線形最小二乗法の代わりに、繰り返し計算による非線形カーブフィッティングが必要となる。
MA(q)プロセスの自己相関関数(ACF)は、ラグq + 1以上で0となる。したがって、サンプルの自己相関関数を調べ、それを超えるすべてのラグでゼロと有意に異なるようになるラグを確認することで、推定に適した最大ラグを決定する。
ACFと偏自己相関関数（PACF）から、MAモデルがより適切なモデルの選択であると示唆される場合もあり、ARとMAの両方の項を同じモデルで使用するよう示唆されることもある。